# Eumerus metatarsalis
Eumerus metatarsalis är en tvåvingeart som beskrevs av Doesburg 1955. Eumerus metatarsalis ingår i släktet månblomflugor, och familjen blomflugor. Inga underarter finns listade i Catalogue of Life.